# 50 Cent: Bulletproof
50 Cent: Bulletproof è un videogioco d'azione per le console PlayStation 2 e Xbox, pubblicato il 17 novembre 2005 nel Nord America. Il videogame ha come protagonista il rapper e produttore statunitense 50 Cent che impersona un gangster di strada.
Il gioco avrebbe dovuto essere distribuito anche per Nintendo Gamecube, ma non è mai uscito nei negozi. Nel 2006 è uscita una versione per PlayStation Portable intitolata 50 Cent: Bulletproof G Unit Edition, con una visuale dall'alto.

## Trama
Il protagonista veste i panni del rapper 50 Cent che nel gioco è un gangster di strada a capo di una banda, la G-Unit Crew, composta dai rapper Lloyd Banks, Young Buck & Tony Yayo. La base di 50 Cent è "il quartiere", dove si possono trovare gli unici luoghi che si possono visitare al di fuori delle missioni. Le vicende del gioco sono incentrate soprattutto sulla storia dei quattro che cercano di rintracciare un loro amico, di nome K-Dogg, scomparso per una pericolosa storia di criminalità.

## Modalità di gioco
È presente una buona dose di violenza, in quanto, per esempio, si possono utilizzare nemici come scudi umani, mentre si possono anche utilizzare "colpi di grazia" acrobatici ed estremamente violenti quando si combatte vicino a un nemico, o, nel caso si colpisca in testa il proprio avversario si può vedere una panoramica dell'azione dal punto di vista del proiettile, al rallentatore, in uno stile Max Payne. Nel gioco non sono presenti veicoli guidabili di alcun genere, e l'unico mezzo di trasporto a disposizione del protagonista è la metropolitana, che ha una stazione nel quartiere e può essere utilizzata per raggiungere i luoghi della missione.

## Personaggi
- 50 Cent: Protagonista del gioco.
- Booker: un barbone che vive per strada nel quartiere, è uno degli informatori.
- Bugs: gestore di un negozio di pegni nel quartiere, è uno degli informatori di 50.
- Dj Whoo Kid: dj che vende al protagonista musica utilizzabile come colonna sonora del gioco.
- Doc Friday: veterinario con un ambulatorio nel quartiere, vende prodotti in grado di rimettere in sesto 50.
- Grizz: veterano di guerra che gestisce un'armeria nel retro di un furgone, il personaggio è doppiato ed ha le caratteristiche fisiche di Dr. Dre.
- Lloyd Banks: membro della G-Unit Crew, è soprannominato "il fabbro" per la sua abilità nell'aprire le serrature.
- McVicar: detective corrotto che vende informazioni a 50, il personaggio è doppiato ed ha le caratteristiche fisiche di Eminem.
- Moet & Chandon: prostitute a cui il protagonista ha salvato la vita, fanno parte degli informatori.
- Popcorn: gestisce un cinema nel quartiere, insegna al protagonista colpi di grazia speciali in cambio di denaro.
- Tony Yayo: membro della G-Unit Crew, è l'esperto in demolizioni
- Young Buck: membro della G-Unit Crew, è lo specialista di armi.

## Colonna sonora
La colonna sonora del videogioco è composta da tredici brani realizzati da 50 Cent appositamente. Collaborano alla colonna sonora Tony Yayo, Lloyd Banks e DJ Whoo Kid.